# Siamang de Kloss
Hylobates klossii · Gibbon de Kloss
Ne doit pas être confondu avec Siamang.
Espèce
Statut de conservation UICN

 EN A2cd : En danger
Statut CITES
Le Siamang de Kloss (Hylobates klossii) ou Gibbon de Kloss est une espèce de gibbons, les singes hominoïdes de la famille des hylobatidés.

## Description
Le mâle pèse environ 5,6 kg et la femelle 5,9 kg.

## Répartition

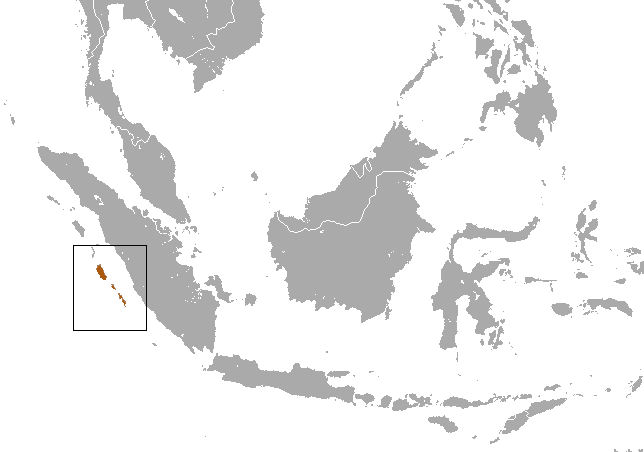
Carte de répartition

Ce singe est endémique des îles Mentawai à l'ouest de Sumatra en Indonésie. Il reste entre 20 000 et 25 000 individus à l'état sauvage principalement sur Siberut.

## Comportement
Il est arboricole, se déplaçant par balancement de branches en branches. Il peut se déplacer sur le sol en position bipède sur de très courtes distances. Diurne, il est actif environ 10 h par jour.

## Alimentation
Frugivore, il se nourrit principalement de fruits très sucrés, comme les figues qui représentent 72 % de son alimentation. Il se nourrit aussi de fleurs, d'œufs et d'insectes.

## Reproduction
Le gibbon de Kloss est monogame. La période de gestation est de 7 à 8 mois.

## Publication originale
- Miller, 1903 : Seventy new Malayan mammals. Smithsonian Miscellaneous Collections, vol. 45, p. 1–73.